# Ломатогониум
Ломатогониум (лат. Lomatogonium) — род травянистых растений семейства Горечавковые (Gentianaceae).

## Ботаническое описание
Однолетние или многолетние, голые растения, 5—20 (30) см высотой. Листья супротивные, от линейных до эллиптических, цельнокрайные.
Цветки одиночные или по нескольку, на цветоножках в пазухах верхних листьев. Чашечка почти до основания рассечённая на 4 (5) долей. Венчик колесовидный, бледно-голубой или беловатый, почти до основания разделённый на 4—5 долей, 8—14 мм в диаметре; у основания долей — небольшие трубчато-чашевидные нектарники.
Тычинок 4—5; пыльники свободные, висячие, не скручивающиеся к концу цветения. Рыльце неопадающее, сидячее, едва 2-лопастное, низбегающее почти до основания завязи в виде двух полосок. Плод — одногнёздная, двустворчатая, узкоэллипсоидальная, сидячая коробочка. Семена широко эллипсоидальные или овальные, мелкие.

## Виды
Род включает 27 видов:
- Lomatogonium bellum (Hemsl.) Harry Sm.
- Lomatogonium brachyantherum (C.B.Clarke) Fernald
- Lomatogonium caeruleum (Royle) Harry Sm. ex B.L.Burtt
- Lomatogonium carinthiacum (Wulfen) Rchb. typus — Ломатогониум каринтийский
- Lomatogonium cherukurianum S.K.Dey & D.Maity
- Lomatogonium chilaiensis Chih H.Chen & J.C.Wang
- Lomatogonium chumbicum (Burkill) Harry Sm.
- Lomatogonium diffusum (Maxim.) Fernald
- Lomatogonium forrestii (Balf.f.) Fernald
- Lomatogonium gamosepalum (Burkill) Harry Sm.
- Lomatogonium gaurgopalii D.Maity, Midday & J.Ghosh
- Lomatogonium graciliflorum Harry Sm.
- Lomatogonium himalayense (Klotzsch) E.Aitken
- Lomatogonium lijiangense T.N.Ho
- Lomatogonium longifolium Harry Sm.
- Lomatogonium lubahnianum (Vatke) Fernald
- Lomatogonium macranthum (Diels & Gilg) Fernald
- Lomatogonium micranthum Harry Sm.
- Lomatogonium minus (Griseb.) Fernald
- Lomatogonium oreocharis (Diels) C.Marquand
- Lomatogonium perenne T.N.Ho & S.W.Liu ex J.X.Yang
- Lomatogonium pleurogynoides (Baker) S.W.Liu & T.N.Ho
- Lomatogonium rotatum (L.) Fr. — Ломатогониум колесовидный
- Lomatogonium sichuanense Z.Y.Zhu
- Lomatogonium sikkimense (Burkill) Harry Sm.
- Lomatogonium stapfii (Burkill) Harry Sm.
- Lomatogonium zhongdianense S.W.Liu & T.N.Ho